# Sommer-Paralympics 2012/Bogenschießen
Bei den Sommer-Paralympics 2012 in London wurden in insgesamt neun Wettbewerben im Bogenschießen Medaillen vergeben. Die Entscheidungen fielen zwischen dem 30. August und dem 5. September 2012 in den Royal Artillery Barracks.

## Klassen
Bei den paralympischen Bogenschießwettbewerben wurde in drei Klassen unterschieden:
- W1, für Bogenschützen im Rollstuhl mit eingeschränkten Arm- und Beinfunktionen.
- W2, für Bogenschützen im Rollstuhl mit eingeschränkten Arm- oder Beinfunktionen.
- ST, für stehende Bogenschützen, deren Beinfunktionen eingeschränkt sind, die aber dennoch stehen können.

## Ergebnisse
Es nahmen insgesamt 140 Athleten, davon 88 männliche und 52 weibliche, an den paralympischen Bogenschießwettkämpfen teil. Bei den vier Wettbewerben der Frauen handelte es sich um einen offenen, das heißt allen Klassen zugänglichen, Wettkampf mit einem Compoundbogen sowie um zwei Wettbewerbe mit dem Recurvebogen, einmal für W1 und W2 sowie einmal für ST. Außerdem gab es einen offenen Teamwettbewerb. Bei den Männern kam zum identischen Programm noch die Entscheidung mit dem Compoundbogen ausschließlich für W1-Athleten hinzu.

### Männer

#### Compound (offen)
| Platz | Land                   | Sportler          |
| ----- | ---------------------- | ----------------- |
| 1     | Finnland               | Jere Forsberg     |
| 2     | Vereinigte Staaten     | Matt Stutzman     |
| 3     | Türkei                 | Doğan Hancı       |
| 4     | Vereinigtes Königreich | John Stubbs       |
| 5     | Italien                | Alberto Simonelli |

#### Compound (W1)
| Platz | Land               | Sportler          |
| ----- | ------------------ | ----------------- |
| 1     | Vereinigte Staaten | Jeff Fabry        |
| 2     | Tschechien         | David Drahonínský |
| 3     | Kanada             | Norbert Murphy    |
| 4     | Finnland           | Osmo Kinnunen     |

#### Recurve (ST)
| Platz | Land                   | Sportler       |
| ----- | ---------------------- | -------------- |
| 1     | Vereinigtes Königreich | Kenny Allen    |
| 2     | Russland               | Timur Tuchinov |
| 3     | Vereinigtes Königreich | Phil Bottomley |
| 4     | Volksrepublik China    | Zhi Dong       |
| 5     | Russland               | Mikhail Oyun   |

#### Recurve (W1 und W2)
| Platz | Land                | Sportler             |
| ----- | ------------------- | -------------------- |
| 1     | Chinesisch Taipeh   | Lung-Hui Tseng       |
| 2     | Iran                | Ebrahim Ranjbarkivaj |
| 3     | Volksrepublik China | Changjie Cheng       |
| 4     | Italien             | Oscar De Pellegrin   |
| 5     | Südkorea            | Myeong-gu Lee        |

#### Recurve (Team)
| Platz | Land                   | Sportler                                                    |
| ----- | ---------------------- | ----------------------------------------------------------- |
| 1     | Vereinigtes Königreich | Kenny Allen Phil Bottomley Paul Browne                      |
| 2     | Russland               | Mikhail Oyun Oleg Shestakov Timur Tuchinov                  |
| 3     | Volksrepublik China    | Changjie Cheng Zhi Dong Zongshan Li                         |
| 4     | Iran                   | Amin Alikhani Nezhad Ebrahim Ranjbarkivaj Roham Shahabipour |
| 5     | Südkorea               | Young-Joo Jung Suk-Ho Kim Lee Myeong-Gu                     |

### Frauen

#### Compound (offen)
| Platz | Land                   | Sportler              |
| ----- | ---------------------- | --------------------- |
| 1     | Vereinigtes Königreich | Danielle Brown        |
| 2     | Russland               | Stepanida Artakhinova |
| 3     | Vereinigtes Königreich | Mel Clarke            |
| 4     | Russland               | Maria Lyzhnikova      |
| 5     | Ukraine                | Kseniya Markitantova  |

#### Recurve (ST)
| Platz | Land                | Sportler              |
| ----- | ------------------- | --------------------- |
| 1     | Volksrepublik China | Gao Fangxia           |
| 2     | Polen               | Milena Olszewska      |
| 3     | Volksrepublik China | Yan Huilian           |
| 4     | Südkorea            | Hwa-Sook Lee          |
| 5     | Iran                | Razieh Shir Mohammadi |

#### Recurve (W1 und W2)
| Platz | Land                | Sportler               |
| ----- | ------------------- | ---------------------- |
| 1     | Iran                | Zahra Nemati           |
| 2     | Italien             | Elisabetta Mijno       |
| 3     | Volksrepublik China | Xiao Yanhong           |
| 4     | Ukraine             | Dzoba-Balian Roksolana |
| 5     | Südkorea            | Hee Sook Ko            |

#### Recurve (Team)
| Platz | Land                | Sportler                                           |
| ----- | ------------------- | -------------------------------------------------- |
| 1     | Volksrepublik China | Gao Fangxia Xiao Yanhong Yan Huilian               |
| 2     | Iran                | Zahra Javanmard Zahra Nemati Razieh Shir Mohammadi |
| 3     | Südkorea            | Ran-Sook Kim Hee Sook Ko Hwa-Sook Lee              |
| 4     | Italien             | Veronica Floreno Elisabetta Mijno Mariangela Perna |
| 5     | Türkei              | Hatice Bayar Gizem Girismen Ozlem Hacer Kalay      |

## Medaillenspiegel Bogenschießen
| Medaillenspiegel Bogenschießen | Medaillenspiegel Bogenschießen | Medaillenspiegel Bogenschießen | Medaillenspiegel Bogenschießen | Medaillenspiegel Bogenschießen | Medaillenspiegel Bogenschießen |
| Platz                          | Land                           | G                              | S                              | B                              | Gesamt                         |
| ------------------------------ | ------------------------------ | ------------------------------ | ------------------------------ | ------------------------------ | ------------------------------ |
| 01                             | Russland                       | 2                              | 1                              | 2                              | 5                              |
| 02                             | Südkorea                       | 1                              | 2                              | –                              | 3                              |
| 03                             | Volksrepublik China            | 1                              | 1                              | 2                              | 4                              |
| 04                             | Vereinigtes Königreich         | 1                              | 1                              | –                              | 2                              |
| 04                             | Italien                        | 1                              | 1                              | –                              | 2                              |
| 04                             | Vereinigte Staaten             | 1                              | 1                              | –                              | 2                              |
| 07                             | Iran                           | 1                              | –                              | 1                              | 2                              |
| 08                             | Finnland                       | 1                              | –                              | –                              | 1                              |
| 09                             | Tschechien                     | –                              | 1                              | –                              | 1                              |
| 09                             | Malaysia                       | –                              | 1                              | –                              | 1                              |
| 11                             | Kanada                         | –                              | –                              | 1                              | 1                              |
| 11                             | Chinesisch Taipeh              | –                              | –                              | 1                              | 1                              |
| 11                             | Polen                          | –                              | –                              | 1                              | 1                              |
| 11                             | Türkei                         | –                              | –                              | 1                              | 1                              |